# 圣克里斯托瓦尔德拉库埃斯塔
圣克里斯托瓦尔德拉库埃斯塔，是西班牙卡斯蒂利亚-莱昂萨拉曼卡省的一个市镇。 总面积10平方公里，总人口389人（2001年），人口密度39人/平方公里。